# Llista de participants al Tour de França de 2008
En el Tour de França de 2008, 96a edició del Tour de França, hi van prendre part vint equips.

## Llista de participants
Nota: R Abandona durant l'etapa, NP no inicia l'etapa, FT fora de control, EX expulsat, DSQ Desqualificat
| Silence-Lotto                | Silence-Lotto                | Silence-Lotto                | Lampre                        | Lampre                        | Lampre                        | Bouygues Télécom                 | Bouygues Télécom                 | Bouygues Télécom                 |
| ---------------------------- | ---------------------------- | ---------------------------- | ----------------------------- | ----------------------------- | ----------------------------- | -------------------------------- | -------------------------------- | -------------------------------- |
| 1                            | Cadel Evans                  | 2º                           | 71                            | Damiano Cunego                | NP 19ª                        | 141                              | Pierrick Fédrigo                 | 32º                              |
| 2                            | Mario Aerts                  | 31º                          | 72                            | Alessandro Ballan             | 94º                           | 142                              | Stef Clement                     | 90°                              |
| 3                            | Christophe Brandt            | R 19ª                        | 73                            | Matteo Bono                   | 117º                          | 143                              | Xavier Florencio                 | 101º                             |
| 4                            | Dario David Cioni            | 83º                          | 74                            | Marzio Bruseghin              | 27º                           | 144                              | Laurent Lefèvre                  | 86º                              |
| 5                            | Leif Hoste                   | 124º                         | 75                            | Marco Marzano                 | 92º                           | 145                              | Jérôme Pineau                    | 38º                              |
| 6                            | Robbie McEwen                | 122º                         | 76                            | Massimiliano Mori             | 140º                          | 146                              | Matthieu Sprick                  | 142º                             |
| 7                            | Iaroslav Popòvitx            | 24º                          | 77                            | Daniele Righi                 | 127º                          | 147                              | Iuri Trofímov                    | R 10ª                            |
| 8                            | Johan Vansummeren            | 87º                          | 78                            | Sylwester Szmyd               | 26º                           | 148                              | Johann Tschopp                   | 54º                              |
| 9                            | Wim Vansevenant              | 145º                         | 79                            | Paolo Tiralongo               | 49º                           | 149                              | Thomas Voeckler                  | 97º                              |
| Manager: Herman Frison       | Manager: Herman Frison       | Manager: Herman Frison       | Manager: Maurizio Piovani     | Manager: Maurizio Piovani     | Manager: Maurizio Piovani     | Manager: Jean-François Rodriguez | Manager: Jean-François Rodriguez | Manager: Jean-François Rodriguez |
| Team CSC-Saxo Bank           | Team CSC-Saxo Bank           | Team CSC-Saxo Bank           | Crédit Agricole               | Crédit Agricole               | Crédit Agricole               | Team Milram                      | Team Milram                      | Team Milram                      |
| 11                           | Carlos Sastre                | 1º                           | 81                            | Thor Hushovd                  | 99º                           | 151                              | Erik Zabel                       | 43º                              |
| 12                           | Kurt Asle Arvesen            | 57º                          | 82                            | William Bonnet                | 102º                          | 152                              | Ralf Grabsch                     | 123º                             |
| 13                           | Fabian Cancellara            | 65º                          | 83                            | Aleksandr Botxarov            | 18º                           | 153                              | Christian Knees                  | 29º                              |
| 14                           | Volodímir Hústov             | 46º                          | 84                            | Jimmy Engoulvent              | 138º                          | 154                              | Brett Lancaster                  | 129º                             |
| 15                           | Stuart O'Grady               | 109º                         | 85                            | Dmitri Fofónov                | 19º                           | 155                              | Martin Müller                    | 105º                             |
| 16                           | Andy Schleck                 | 12º                          | 86                            | Simon Gerrans                 | 79º                           | 156                              | Björn Schröder                   | 100º                             |
| 17                           | Fränk Schleck                | 6º                           | 87                            | Christophe Le Mével           | 40º                           | 157                              | Niki Terpstra                    | 136º                             |
| 18                           | Nicki Sørensen               | 118º                         | 88                            | Rémi Pauriol                  | 80º                           | 158                              | Peter Velits                     | 58º                              |
| 19                           | Jens Voigt                   | 37º                          | 89                            | Mark Renshaw                  | R 15ª                         | 159                              | Marco Velo                       | 44º                              |
| Manager: Kim Andersen        | Manager: Kim Andersen        | Manager: Kim Andersen        | Manager: Serge Beucherie      | Manager: Serge Beucherie      | Manager: Serge Beucherie      | Manager: Vittorio Algeri         | Manager: Vittorio Algeri         | Manager: Vittorio Algeri         |
| Euskaltel-Euskadi            | Euskaltel-Euskadi            | Euskaltel-Euskadi            | Quick Step                    | Quick Step                    | Quick Step                    | Française des Jeux               | Française des Jeux               | Française des Jeux               |
| 21                           | Haimar Zubeldia              | 45°                          | 91                            | Stijn Devolder                | R 15ª                         | 161                              | Sandy Casar                      | 14º                              |
| 22                           | Mikel Astarloza              | 16º                          | 92                            | Carlos Barredo                | 89º                           | 162                              | Sébastien Chavanel               | R 16ª                            |
| 23                           | Iñaki Isasi                  | 104º                         | 93                            | Matteo Carrara                | 36º                           | 163                              | Rémy Di Gregorio                 | 59º                              |
| 24                           | Egoi Martínez                | 50º                          | 94                            | Steven de Jongh               | 125º                          | 164                              | Arnaud Gérard                    | 132º                             |
| 25                           | Juan José Oroz               | 103º                         | 95                            | Mauro Facci                   | R 7ª                          | 165                              | Philippe Gilbert                 | 112º                             |
| 26                           | Rubén Pérez                  | 91º                          | 96                            | Sébastien Rosseler            | 98º                           | 166                              | Lilian Jégou                     | R 7ª                             |
| 27                           | Samuel Sánchez               | 7º                           | 97                            | Gert Steegmans                | 111º                          | 167                              | Yoann Le Boulanger               | 74º                              |
| 28                           | Amets Txurruka               | 52º                          | 98                            | Matteo Tosatto                | 96º                           | 168                              | Jérémy Roy                       | 121º                             |
| 29                           | Gorka Verdugo                | 73º                          | 99                            | Jurgen Van de Walle           | 78º                           | 169                              | Benoît Vaugrenard                | 82º                              |
| Manager: Gorka Gerrikagoitia | Manager: Gorka Gerrikagoitia | Manager: Gorka Gerrikagoitia | Manager: Wilfried Peeters     | Manager: Wilfried Peeters     | Manager: Wilfried Peeters     | Manager: Marc Madiot             | Manager: Marc Madiot             | Manager: Marc Madiot             |
| Caisse d'Epargne             | Caisse d'Epargne             | Caisse d'Epargne             | AG2R La Mondiale              | AG2R La Mondiale              | AG2R La Mondiale              | Saunier Duval-Scott              | Saunier Duval-Scott              | Saunier Duval-Scott              |
| 31                           | Alejandro Valverde           | 9º                           | 101                           | Cyril Dessel                  | 28º                           | 171                              | Riccardo Riccò                   | EX 12ª                           |
| 32                           | David Arroyo                 | 30º                          | 102                           | José Luis Arrieta             | 72º                           | 172                              | Rubens Bertogliati               | NP 12ª                           |
| 33                           | Arnaud Coyot                 | 115º                         | 103                           | Hubert Dupont                 | 55º                           | 173                              | Juan José Cobo                   | NP 12ª                           |
| 34                           | José Vicente García          | 141º                         | 104                           | Vladímir Iefimkin             | 11º                           | 174                              | David de la Fuente               | NP 12ª                           |
| 35                           | José Iván Gutiérrez          | 56º                          | 105                           | Martin Elmiger                | 71º                           | 175                              | Jesús del Nero                   | NP 12ª                           |
| 36                           | David López García           | 51º                          | 106                           | John Gadret                   | R 7ª                          | 176                              | Ángel Gómez                      | R 3ª                             |
| 37                           | Óscar Pereiro                | R 15ª                        | 107                           | Stéphane Goubert              | 21º                           | 177                              | Josep Jufré                      | NP 12ª                           |
| 38                           | Nicolas Portal               | 66º                          | 108                           | Christophe Riblon             | 137º                          | 178                              | Aurélien Passeron                | NP 6ª                            |
| 39                           | Luis León Sánchez            | 62º                          | 109                           | Tadej Valjavec                | 10º                           | 179                              | Leonardo Piepoli                 | NP 12ª                           |
| Manager: José Luis Jaimerena | Manager: José Luis Jaimerena | Manager: José Luis Jaimerena | Manager: Vincent Lavenu       | Manager: Vincent Lavenu       | Manager: Vincent Lavenu       | Manager: Joxean Fernandez        | Manager: Joxean Fernandez        | Manager: Joxean Fernandez        |
| Team Columbia-High Road      | Team Columbia-High Road      | Team Columbia-High Road      | Gerolsteiner                  | Gerolsteiner                  | Gerolsteiner                  | Cofidis                          | Cofidis                          | Cofidis                          |
| 41                           | Kim Kirchen                  | 8º                           | 111                           | Stefan Schumacher             | 25º                           | 181                              | Sylvain Chavanel                 | 61º                              |
| 42                           | Marcus Burghardt             | 120º                         | 112                           | Robert Förster                | 116º                          | 182                              | Stéphane Augé                    | 139º                             |
| 43                           | Mark Cavendish               | NP 15ª                       | 113                           | Markus Fothen                 | 33º                           | 183                              | Florent Brard                    | 119º                             |
| 44                           | Gerald Ciolek                | 106º                         | 114                           | Heinrich Haussler             | 126º                          | 184                              | Hervé Duclos-Lassalle            | R 1ª                             |
| 45                           | Bernhard Eisel               | 144º                         | 115                           | Bernhard Kohl                 | 3º                            | 185                              | Samuel Dumoulin                  | 114º                             |
| 46                           | Adam Hansen                  | 108º                         | 116                           | Sven Krauss                   | 143º                          | 186                              | Leonardo Duque                   | 53º                              |
| 47                           | George Hincapie              | 35º                          | 117                           | Sebastian Lang                | 75º                           | 187                              | David Moncoutié                  | 42º                              |
| 48                           | Thomas Lövkvist              | 41º                          | 118                           | Ronny Scholz                  | 93º                           | 188                              | Amaël Moinard                    | 15º                              |
| 49                           | Kanstantsín Siutsou          | 17º                          | 119                           | Fabian Wegmann                | FT 19ª                        | 189                              | Maxime Monfort                   | 23º                              |
| Manager: Brian Holm          | Manager: Brian Holm          | Manager: Brian Holm          | Manager: Hans-Michael Holczer | Manager: Hans-Michael Holczer | Manager: Hans-Michael Holczer | Manager: Francis Van Londersele  | Manager: Francis Van Londersele  | Manager: Francis Van Londersele  |
| Team Barloworld              | Team Barloworld              | Team Barloworld              | Agritubel                     | Agritubel                     | Agritubel                     | Team Garmin-Chipotle             | Team Garmin-Chipotle             | Team Garmin-Chipotle             |
| 51                           | Mauricio Soler               | R 5ª                         | 121                           | Christophe Moreau             | NP 7ª                         | 191                              | Christian Vande Velde            | 5º                               |
| 52                           | John-Lee Augustyn            | 48º                          | 122                           | Freddy Bichot                 | 135º                          | 192                              | Magnus Bäckstedt                 | FT 7ª                            |
| 53                           | Félix Cárdenas               | R 11ª                        | 123                           | Jimmy Casper                  | FT 17ª                        | 193                              | Julian Dean                      | 110º                             |
| 54                           | Giampaolo Cheula             | 88º                          | 124                           | Romain Feillu                 | FT 19ª                        | 194                              | Will Frischkorn                  | 133º                             |
| 55                           | Baden Cooke                  | R 12ª                        | 125                           | Eduardo Gonzalo               | 39º                           | 195                              | Ryder Hesjedal                   | 47º                              |
| 56                           | Moisés Dueñas                | EX 11ª                       | 126                           | Nicolas Jalabert              | R 14ª                         | 196                              | Trent Lowe                       | 77º                              |
| 57                           | Chris Froome                 | 84º                          | 127                           | David Le Lay                  | 81º                           | 197                              | Martijn Maaskant                 | 134º                             |
| 58                           | Robert Hunter                | 107º                         | 128                           | Geoffroy Lequatre             | 85º                           | 198                              | David Millar                     | 68º                              |
| 59                           | Paolo Longo Borghini         | R 11ª                        | 129                           | Nicolas Vogondy               | 64º                           | 199                              | Danny Pate                       | 95º                              |
| Manager: Valerio Tebaldi     | Manager: Valerio Tebaldi     | Manager: Valerio Tebaldi     | Manager: Denis Leproux        | Manager: Denis Leproux        | Manager: Denis Leproux        | Manager: Matthew White           | Manager: Matthew White           | Manager: Matthew White           |
| Liquigas                     | Liquigas                     | Liquigas                     | Rabobank                      | Rabobank                      | Rabobank                      |                                  |                                  |                                  |
| 61                           | Filippo Pozzato              | 67º                          | 131                           | Denís Ménxov                  | 4º                            |                                  |                                  |                                  |
| 62                           | Manuel Beltrán               | EX 8ª                        | 132                           | Juan Antonio Flecha           | FT 19ª                        |                                  |                                  |                                  |
| 63                           | Francesco Chicchi            | FT 16ª                       | 133                           | Óscar Freire                  | 70º                           |                                  |                                  |                                  |
| 64                           | Murilo Fischer               | 76º                          | 134                           | Sebastian Langeveld           | 131º                          |                                  |                                  |                                  |
| 65                           | Roman Kreuziger              | 13º                          | 135                           | Koos Moerenhout               | 34º                           |                                  |                                  |                                  |
| 66                           | Aliaksandr Kutxinski         | 128º                         | 136                           | Joost Posthuma                | 69º                           |                                  |                                  |                                  |
| 67                           | Vincenzo Nibali              | 20º                          | 137                           | Bram Tankink                  | 60º                           |                                  |                                  |                                  |
| 68                           | Manuel Quinziato             | 130º                         | 138                           | Laurens ten Dam               | 22º                           |                                  |                                  |                                  |
| 69                           | Frederik Willems             | 113º                         | 139                           | Pieter Weening                | 63º                           |                                  |                                  |                                  |
| Manager: Stefano Zanatta     | Manager: Stefano Zanatta     | Manager: Stefano Zanatta     | Manager: Erik Breukink        | Manager: Erik Breukink        | Manager: Erik Breukink        |                                  |                                  |                                  |